# Räntmästartrappan

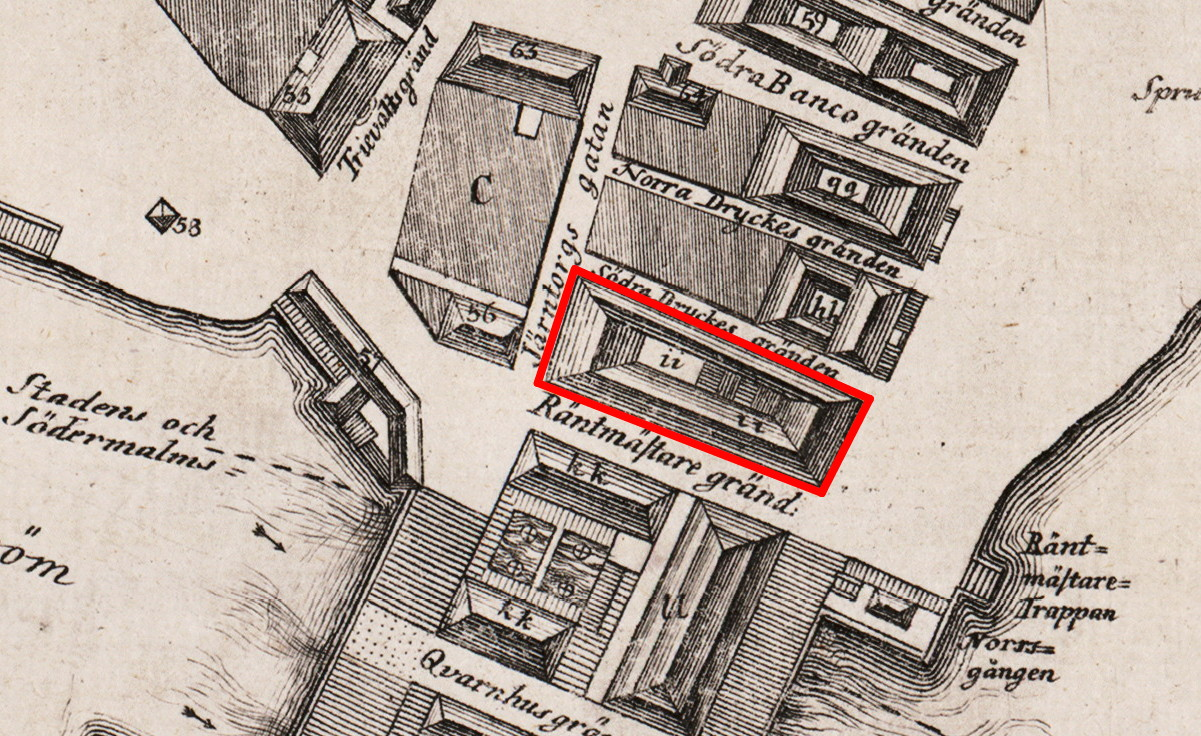
Trappans läge i en karta från 1771

Räntmästartrappan (förr Räntmästaretrappan) var Djurgårdsfärjans tilläggsplats vid södra slutet av Skeppsbron i Gamla stan i Stockholm. Tilläggsplatsen är namngiven efter en trappa ned till vattnet som tidigare fanns på denna plats.

## Historik
Namnet härrör från räntmästaren Börje Cronberg. Cronberg var hovkassör och blev 1653 utnämnd till räntmästare, en äldre titel för förvaltare av offentlig kassa. 1654 blev han adlad, innan dess hette han Börje Brunæus.  År 1688 stod hans nya bostad, Räntmästarhuset färdigt, som var det sydligaste huset i Skeppsbroraden. Gränden söder om byggnaden fick så småningom namnet Räntmästare gränd  (numera Slussplan) och trappan ner till vattnet hette Räntmästare trappen (Tillæus 1733). På en karta från 1771 syns trappan som leder ner från kajen till Saltsjöns vatten, nedanför räntmästarens hus.
Nuvarande kajanläggning kom till år 1854 i samband med ombyggnaden genom Nils Ericson. Idag finns ingen trappa längre ner till Saltsjön och tilläggsplatsen för Djurgårdsfärjan är flyttad något kvarter norrut. 
I början av 1900-talet fanns, förutom Räntmästartrappan och Logårdstrappan, även Borgmästartrappan och Bomslupstrappan kvar på Skeppsbron. De två senare låg mellan nuvarande Logårdstrappan och Räntmästartrappan. Strax norr om Räntmästartrappan finns Carl Milles skulptur Sjöguden.

## Bilder

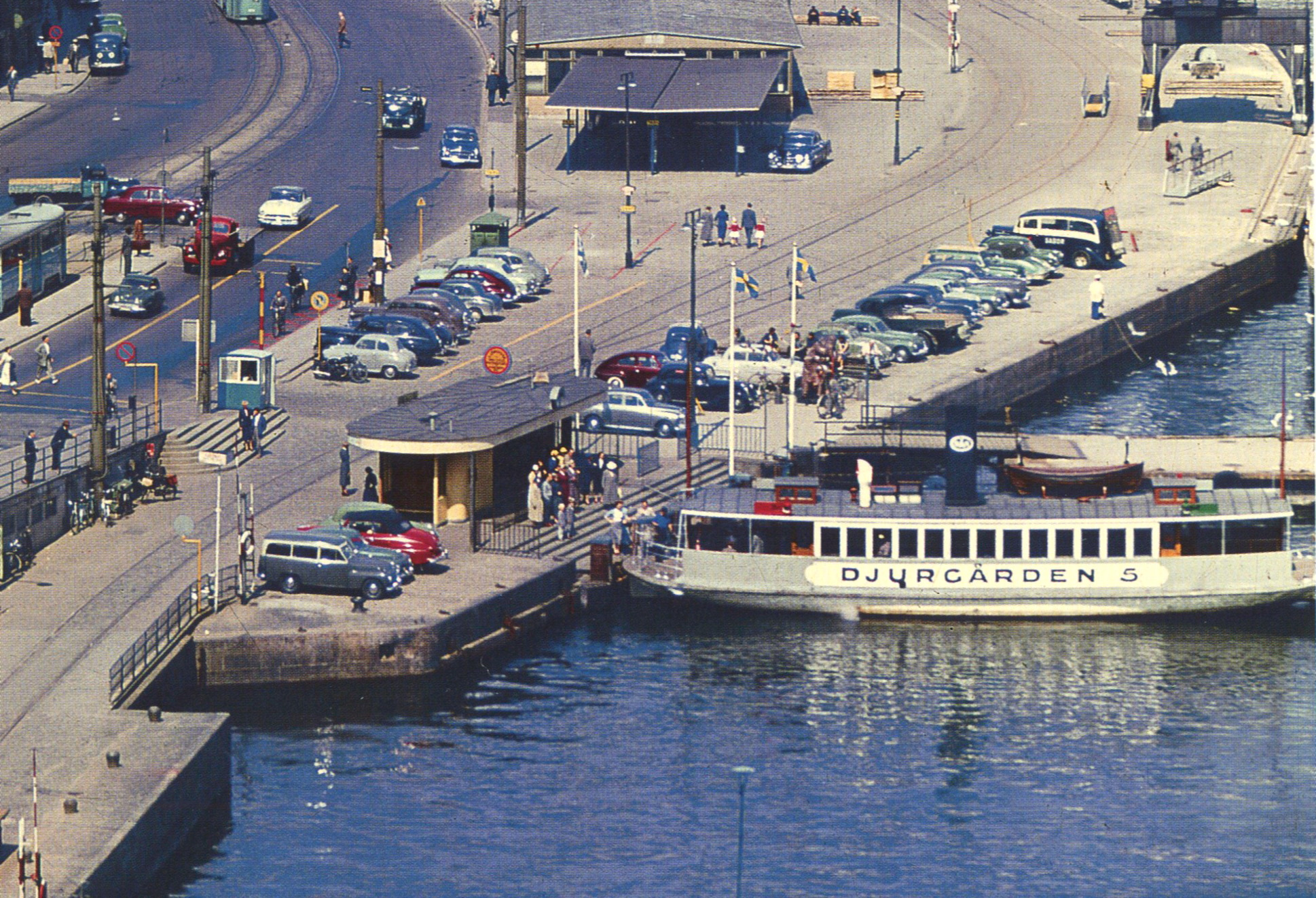
"Djurgården 5" på 1950-talet
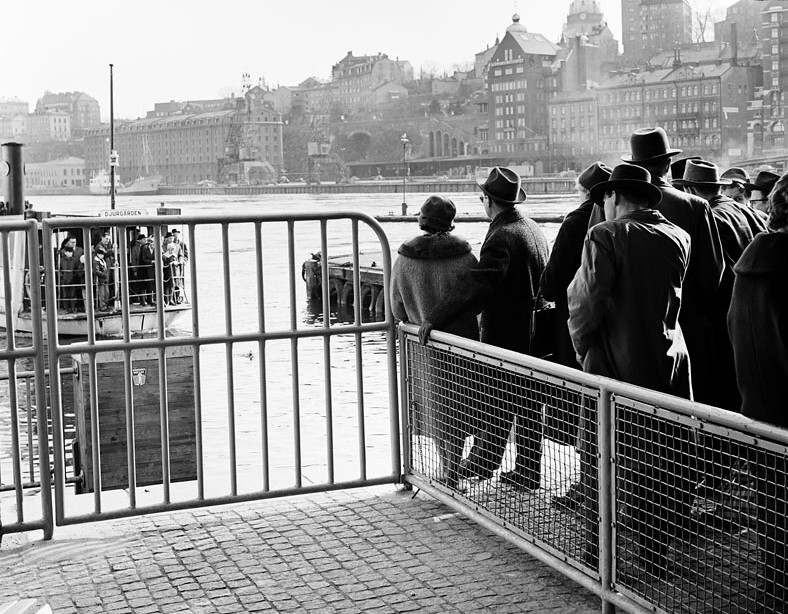
I väntan på Djurgårdsfärjan, 1961
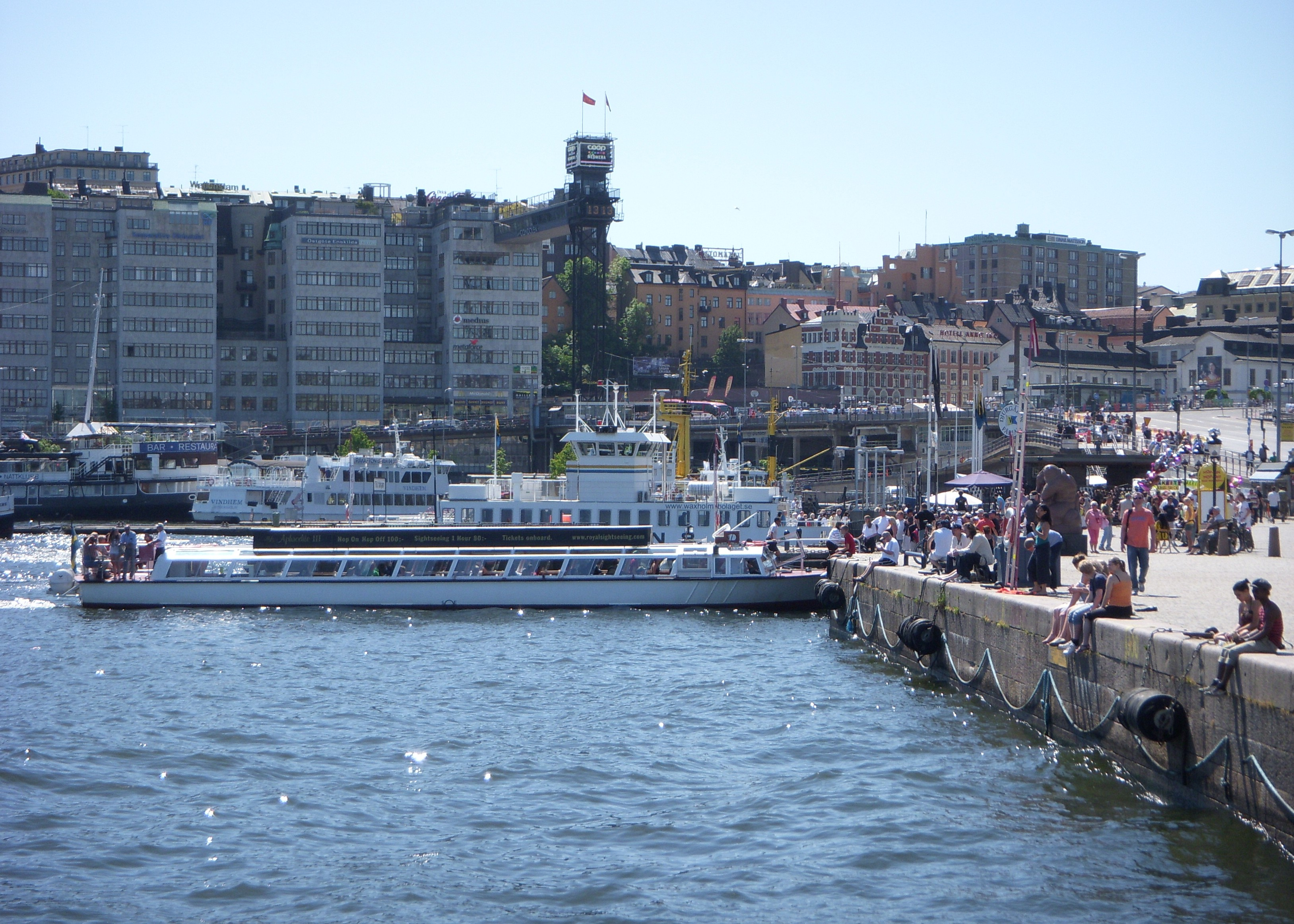
Kajen vid Räntmästartrappan, 2009
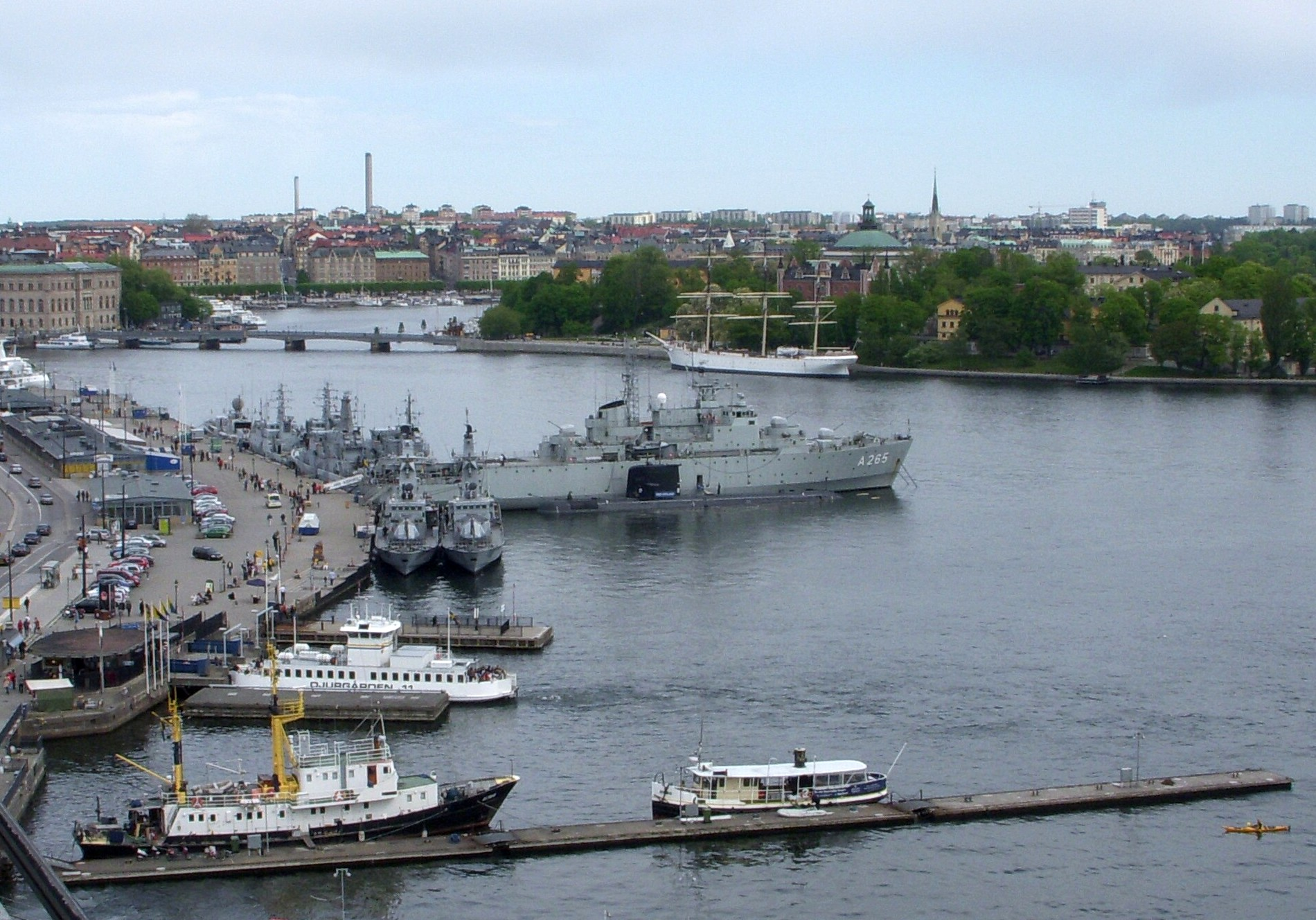
Området från Katarinahissen, 2009